# Jablonové (Žilina)
|  | No s'ha de confondre amb Jablonové (Bratislava). |

Jablonové és un poble i municipi d'Eslovàquia que es troba a la regió de Žilina, al centre-nord del país. El 2023 tenia 885 habitants.

## Demografia
| Godina             | 1994 | 2004   | 2014   | 2024   |
| ------------------ | ---- | ------ | ------ | ------ |
| Nombre de persones | 824  | 864    | 878    | 895    |
| Diferència         |      | +4,85% | +1,62% | +1,93% |

| Godina             | 2023 | 2024   |
| ------------------ | ---- | ------ |
| Nombre de persones | 885  | 895    |
| Diferència         |      | +1,12% |